# Shivani Ghai
Pour les articles homonymes, voir Ghai.
Shivaani Ghai est une actrice britannique, née le 25 avril 1975 à Newcastle upon Tyne en Angleterre.

## Biographie

### Enfance et formations
Shivaani Ghai est née en avril 1975 à Newcastle upon Tyne en Angleterre et grandit à Gosforth, où elle rentre au lycée. Ultérieurement, elle rentre à l'université, où elle obtient le bac aux cours cinématographiques.

### Carrière
Shivaani Ghai commence sa carrière d'actrice au théâtre à Londres, travaillant avec les troupes tels que Man Mela, Rifco et Kali,. Elle passe à la télévision avec des rôles mineurs dans les séries télévisées telles que Doctors (2002), MI-5 (Spooks, 2003) et The Bill (2004).

### Vie privée
Shivaani Ghai est mariée au dramaturge asiatico-britannique Parv Bancil, jusqu’à la mort de ce dernier le 1er avril 2017. En 2014, elle rencontre l'acteur sud-africain Ty Keogh en plein tournage de la série télévisée Dominion : ils se marient deux ans après.

## Filmographie

### Longs métrages
- 2002 : Day of the Sirens de Ray Brady : Amanda Barnes
- 2004 : Coup de foudre à Bollywood (Bride & Prejudice) de Gurinder Chadha : la mariée
- 2005 : Goal! : Naissance d'un prodige (Goal! The Dream Begins) de Danny Cannon : la préposée au sol
- 2005 : Red Mercury de Roy Battersby : la secrétaire
- 2010 : Le Chasseur de primes (The Bounty Hunter) d'Andy Tennant : Nazia
- 2011 : Everywhere and Nowhere de Menhaj Huda : Sairah Khan
- 2012 : Menace d'État (Cleanskin) de Hadi Hajaig : Rena
- 2013 : Fireflies de Sabal Singh Shekhawat : Sharmila
- 2016 : London Life de Naveen Medaram : Paro
- 2016 : La Chute de Londres (London Has Fallen) de Babak Najafi : Amal Mansoor

### Courts métrages
- 2005 : The Camping Trip de Derville Quigley : Meera
- 2007 : Road de Gurchetan Singh : Jeet
- 2010 : Rojin de Chiman Rahimi : Rojin
- 2011 : Spirit de Parv Bancil : Sara

### Séries télévisées
- 2001 : Doctors : Joythi (saison 3, épisode 51 : Sense of Duty)
- 2002 : The Bill : la jeune femme asiatique (saison 18, épisode 18 : 007: A Show of Generosity)
- 2003 : Aventure et Associés (Adventure Inc.) : Zeyar (saison 1, épisode 18 : The Man Who Wouldn't Be King)
- 2005 : My Hero : la mère avec son bébé (saison 5, épisode 4 : Cassie Come Home)
- 2006 : Sinchronicity : Shazney (2 épisodes)
- 2007 : Un medico in famiglia : Sarita (26 épisodes)
- 2007 : Domenica in : elle-même
- 2008 : House of Saddam : Rana Hussein (2 épisodes)
- 2010 : Cinq jours (Five Days) : Nusrat Preston (5 épisodes)
- 2010 : Identity : Jamilla Atwal (saison 1, épisode 4 : Reparation)
- 2012-2013 : EastEnders : Ayesha Rana (25 épisodes)
- 2013 : La Bible (The Bible) : Batya (saison 1, épisode 2 : Exodus)
- 2013 : Ambassadors : Natalia (3 épisodes)
- 2014-2015 : Dominion : Arika (19 épisodes)
- 2016-2017 : The Catch : Felicity (7 épisodes)
- 2019 : Les Enquêtes de Vera (Vera) : Lisa Luxlow (saison 9, épisode 3 : Cold River)
- 2019 : Strike Back: Revolution : Anjali Vartak (2 épisodes)
- 2021 : Le Tour du monde en quatre-vingts jours (Around the World in 80 Days) : Aouda (saison 1, épisode 4)

- 2021 : Batwoman : Safiyah Sohail

### Jeu vidéo
- 2018 : Hitman 2 : Vanya Shah (voix)